# Kokorzyn
Kokorzyn – wieś w Polsce, położona w województwie wielkopolskim, w powiecie kościańskim, w gminie Kościan.

## Podział wsi
| SIMC    | Nazwa      | Rodzaj     |
| ------- | ---------- | ---------- |
| 1007174 | Godziszewo | przysiółek |

## Historia
Wieś ma metrykę średniowieczną i pierwotnie związana była z Wielkopolską. Istnieje co najmniej od końca XIV wieku. Wymieniona została w 1394 w łacińskim dokumencie pod obecną nazwą Koturzino, 1398 Kokorszino, 1400 Kocorzyno, 1402 Kocorino, 1414 Kokoszyno, 1444 Cocorzin, 1445 Kukurzin.
Okolice miejscowości zamieszkane były jednak wcześniej niż odnotowują to archiwalne zapisy historyczne. Na wzniesieniu opadającym ku dolinie strumyka archeolodzy znaleźli ułamki naczyń glinianych z VI-VII wieku, a ponadto w bliżej nie określonym miejscu w Kokorzynie znalezisko ułamków naczyń, które określono jako średniowieczne.
Miejscowość była wsią szlachecką leżącą w dobrach Grodzisk i należącą do lokalnej szlachty wielkopolskiej z rodu Kokorzyńskich, którzy od nazwy wsi przyjęli swoje odmiejscowe nazwisko. W 1437 należała do powiatu kościańskiego Korony Królestwa Polskiego. W 1581 należała do parafii Kościan.
Pierwszy zapis o wsi pochodzi z 1395 i odnotowuje Wojciecha Kokorzyńskiego, który wraz z wójtem kościańskim Zefrydem z Punina, (obecnie Ponin) toczyli proces sądowy z Wojciechem Barklińskim z powodu aktów przemocy. W latach 1397–1437 jako właściciel we wsi notowany był Opacz Kokorzyński. W 1430 wymieniono jego żonę Hankę oraz brata Andrzeja z Kokorzyna, profesora Akademii Krakowskiej. W 1402 Opacz Kokorzyński zapowiedział przed sądem ziemskim dziedziny Kokorzyn oraz Godziszewo. W 1402 toczył również proces sądowy z Andrzejem kmieciem z Kobylnik dowodząc, że nie uderzył go po gębie, ale wypypchał go ze swej roli. W 1420 Opacz oraz Mikołaj Łęcki toczyli proces z Przybysławem Gryżyńskim o granice pomiędzy dziedzinami Kokorzyn, Łęki oraz Krzon. W 1425 burmistrz Kościana w imieniu miasta toczył proces o granice majętności z braćmi Opaczem oraz magistrem krakowskim Andrzejem i Małgorzatą, Helżką, a także z ich stryjem Jakubem Kotowieskim ze Szczodrowa o łąkę „Pollazecz”, która przynależała do wsi miejskiej Sierakowo pod Kościanem i graniczyła z Kokorzynem. W 1432 Opacz Kokorzyński opatrzył swoją pieczęcią z herbem „Wylk” akt, w którym panowie oraz miasta województwa poznańskiego zobowiązali się, że po śmierci króla polskiego Władysława III Warneńczyka (zwanego również Władysławem Jagiellończykiem), obiorą królem Królestwa Polskiego jednego z jego synów.
Archiwalne dokumenty odnotowały także zwykłych mieszkańców wsi. W 1421 Mikołaja zagrodnika z Kokorzyna, który toczył proces sądowy z Przybysławem Gryzyńskim stolnikiem poznańskim. W 1428 pracownika Świętosława sługę Opacza Kokorzyńskiego, który toczył proces ze szlachcicem Wojciechem dziedzicem z Borku (obecnie Boreczek, pod Śremem). W 1429 opatrzny Mikołaj Krakowski służebnik pana Przybysława Kokorzyńskiego Gryżyńskiego toczył proces sądowy ze szlachcicem Januszem z Janiszewa.
W 1535 właściciel we wsi Krzysztof Kokorzyński zapisał swojej żonie Urszuli po 600 złotych polskich posagu oraz wiana na połówkach wsi Kokorzyn i Godziszewo, na 0,5 połowy wsi Krzon, na połowie części wsi Białe Jezioro, na dworze, folwarku, wiatraku oraz na stawie zwanym Wierzchnystaw w Kokorzynie.
Wieś odnotowały także historyczne rejestry podatkowe. W 1513 pracownik Wincenty sołtys z Gołusek pod przysięgą zeznał o stanie gospodarczym wsi Kokorzyn, w którym wg. niego mieszkało 4 kmieci, którzy płacili panu wsi po jednej kopie groszy czynszu. Włodarz Andrzej trzymał jedną kwartę roli, z której płacił po połowie kopy groszy czynszu. Karczmarz płacił po połowie kopy groszy czynszu. Dwaj zagrodnicy płacili po 10 i 8 groszy, a trzeci po jednym wiardunku czynszu. Świadek nie wiedział, ile płacą pozostali, lecz włodarz mówił mu, że wszyscy osiadli zagrodnicy płacą po 2 grzywny rocznego czynszu. Od niego wie, że są dwa łany opuszczone, których się nie uprawia. Są też inne role opustoszałe, zwane Kliny, na których można wysiewać 3 ćwiertnie zboża, ale od dawna leżą nie uprawiane. W 1530 miał miejsce pobór podatków z 2 i 1/4 łana. W 1535 pobrano podatki z karczmy opuszczonej. W 1563 pobór podatków miał miejsce od 3 i 1/4 łana, karczmy dorocznej oraz wiatraka dorocznego. W 1581 pobrano podatki z 3,5 łana, 6 zagrodników, jednego komorników oraz wiatraka. W 1581 płatnikiem poboru był Jan Zaremba Cerekwicki jako mąż Urszuli Kokorzyńskiej, córki Krzysztofa Kokorzyńskiego, który zapłacił z 3,5 łana, 6 zagrodników, komornika oraz od wiatraka.
W wyniku II rozbioru Rzeczypospolitej w 1793, miejscowość przeszła w posiadanie Prus i jak cała Wielkopolska znalazła się w zaborze pruskim. W okresie Wielkiego Księstwa Poznańskiego (1815–1848) miejscowość wzmiankowana jako Kokorzyn należała do wsi większych w ówczesnym powiecie Kosten rejencji poznańskiej. Kokorzyn należał do okręgu kościańskiego tego powiatu i stanowił siedzibę majątku Kokorzyn, który należał wówczas do Ludwika Zakrzewskiego. Według spisu urzędowego z 1837 roku Kokorzyn liczył 194 mieszkańców, którzy zamieszkiwali 16 dymów (domostw).
W latach 1954–1959 wieś należała i była siedzibą władz gromady Kokorzyn, po jej zniesieniu w gromadzie Kościan. W latach 1975–1998 miejscowość administracyjnie należała do województwa leszczyńskiego.

## Zabytki
- park z aleją dojazdową[8][9]

inne:
- pałac w Kokorzynie wybudowany w połowie XIX w. W XIX w. należał do rodu Zakrzewskich, który sprzedał obiekt rodzinie von Hildebrandtów[10]. Na początku XX w. właścicielem był Traugott Hildebrandt[11]. Od frontu półkolisty ryzalit opięty czterema kolumnami jońskimi z głównym wejście zamkniętym półkoliście. Nad wejściem, pomiędzy kolumnami, półkolisty balkon z kutą balustradą, a powyżej, nad drzwiami balkonowymi, kartusz z herbem[12][13].

## Obecnie
W Kokorzynie funkcjonuje również szkoła podstawowa. Od grudnia roku 2006 działa tam zespół ludowy „Kokorzynianki”. We wsi istnieje klub piłkarski UKS Orlik Kokorzyn.

## Urodzeni w miejscowości
Z miejscowości pochodził Andrzej z Kokorzyna student w Pradze (jako Andrzej z Kościana) i od 1399 bakałarz praski, w latach 1400-07 dziekan wydziału filozoficznego Akademii Krakowskiej, 1408-09, 1426, 1429 jej rektor, 1417 poseł na sobór w Konstancji, 1420 kustosz sandomierski, 1424 kanclerz królowej Zofii, 1426 profesor teologii, 1428 archidiakon krakpwski, 1431 uczestnik dysputy z husytami.